# Passion Pictures
Passion Pictures es una empresa productora cinematográfica británica fundada por Andrew Ruhemann en 1987. La compañía tiene estudios en Londres, Melbourne, París, Toronto y Nueva York.

## Producción cinematográfica
La actividad principal de la empresa es la producción de anuncios y animación, lo que incluye trabajos para Cartoon Network, vídeos musicales para Gorillaz y la campaña comercial Compare the Market.com. Passion Australia produjo el corto The Lost Thing, dirigido por Andrew Ruhemann y Shaun Tan, el cual ganó un Premio Óscar al mejor cortometraje de animación en 2011.
La primera película del estudio, One Day in September, ganó un Óscar en el año 2000. Desde entonces, han participado en la oscarizada Searching for Sugar Man (2013), Listen to Me Marlon (2015) y Pear Cider and Cigarettes (2016). Luego de producir el documental We Are X en 2016 acerca de la banda de rock X Japan, en 2017 la compañía produjo la docuserie de Netflix Five Came Back, basada en el libro de Mark Harris.
En 2020 ocupó el segundo lugar en los Berlin Music Video Awards en la categoría de mejor animación por el vídeo musical de S+C+A+R+R «The Rest Of My Days». En 2021, la productora recibió dos nominaciones en los mismos premios por su trabajo en los videos de «I Had To Leave» de S+C+A+R+R y «Moving Men» de MYD.

### Actualidad
En 2021, la empresa produjo el documental Sir Alex Ferguson: Never Give In. En 2023 fue uno de los estudios encargados de producir el documental Wham!, acerca de la carrera del dúo del mismo nombre.